# 19e eeuw
De 19e eeuw (van de christelijke jaartelling) is de 19e periode van 100 jaar, dus bestaande uit de jaren 1801 tot en met 1900. De 19e eeuw behoort tot het 2e millennium.

## Langjarige gebeurtenissen en ontwikkelingen
IJzeren eeuw
De negentiende eeuw kenmerkt zich door weergaloze vorderingen der wetenschappen. De eeuw der techniek roept een materialistische levensbeschouwing op, gelooft in vooruitgang en beoordeelt de dingen op nuttigheid. Voorbeelden van vooruitgangsgeloof zijn ook te vinden in het Hegeliaanse idealisme en het socialisme. Sommigen zien ook verwantschap met het darwinisme en het daaruit voortvloeiende evolutionisme.
Het Europese platteland ondergaat metamorfoses op het vlak van de landbouwtechnologie én op het vlak van het grondbezit. In de steden dringt de term fabriek zich op. In tegenstelling met een manufactuur (handmatige productie), worden er op grote schaal stoommachines gebruikt.
Burgerlijke levensvormen ontwikkelen zich en de bestuurscentralisatie (bureaucratisering) helpt bij de vorming van imperialistische mogendheden en voor de Europeanisering van de wereld.
Historici hanteren in hun periodisering vaak de term "lange negentiende eeuw" als kenmerkend tijdvak tussen de Franse Revolutie (1789) en het begin van de Eerste Wereldoorlog (1914).
Europa

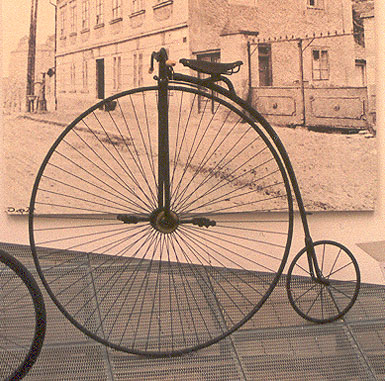
Een hoge bi

- In het Congresstelsel maken de vijf grote mogendheden de dienst uit in het Europa na Napoleon: Pruisen, Rusland, Oostenrijk, Engeland en Bourbon-Frankrijk. Zij regelen de conflicten meestal door diplomatie, en slechts bij uitzondering door oorlog.
- De politiek van germanisering van Hongarije en Bohemen door Oostenrijk leidt tot het Hongaars nationalisme, en de oplegging van het Hongaars door Boedapest aan de omliggende gebieden als Zevenburgen en het Temesbanaat.
- Ontstaan van het panslavisme. Onder de bescherming van Rusland wil dit vroege romantische panslavisme over de grenzen heen een culturele en economische verbondenheid van alle Slavische volkeren scheppen.
- De Russische expansie gaat gepaard met etnische zuiveringen: miljoenen Krim-Tataren en moslims van de Kaukasus worden verdreven, meestal naar het Ottomaanse Rijk.
- De Kozakken hebben door hun rol in de overwinning op Napoleon een enorme reputatie opgebouwd en er is een nieuwe, mythische verhouding ontstaan tussen de keizerlijke dynastie en de Kozakken.
- Het Osmaanse Rijk wordt de "zieke man van Europa" genoemd. Met zijn verouderde structuur en zwakke economie kan het zijn status van grote mogendheid steeds minder waarmaken. Zo ontstaat de Grote Oosterse Kwestie.
- In de multiculturele Donaumonarchie ontstaan aan alle kanten afscheidingsbewegingen. De Hongaarse opstand van 1848 leidt tot een hervorming van de eenheidsstaat tot Dubbelmonarchie: het Koninkrijk Hongarije wordt gelijkwaardig aan het Keizerrijk Oostenrijk.
- De Oostenrijks-Pruisische Oorlog van 1866 leidt tot het einde van de Duitse Bond. Na het intermezzo van de Noord-Duitse Bond wordt in 1871 in de spiegelzaal van Versailles het Duitse Keizerrijk geproclameerd.

Rechtsorde
- Heeft in 1810 nog een minderheid van de landen in Europa een grondwet, in 1870 hebben alleen Rusland, het Ottomaanse Rijk en Monaco er geen. Beginselen uit de Verlichting als rechtsgelijkheid en rechtszekerheid worden verankerd in een constitutie, die het fundament is van de rechtsstaat.
- Deze rechtsbeginselen worden uitgewerkt in wetboeken van strafrecht en burgerlijk recht, te beginnen met de Code Napoléon en de Code pénal. Dit proces wordt codificatie genoemd. Het gewoonterecht verschuift naar de marge van de rechtspleging.
- Vanaf 1850 is de opkomst van internationale organisaties waar te nemen, zoals de Internationale Telegraafunie, de Wereldpostunie, het Internationale Rode Kruis en de Internationale Rijnvaartakte van Mannheim. Er wordt voorzien in geschillenbeslechting en bepaalde regels van internationaal gewoonterecht worden gecodificeerd.

Slavernij
- Terwijl Napoleon de slavernij weer doorvoert, schaft Denemarken deze in 1808 af, en kondigt het Verenigd Koninkrijk het einde aan van de slavenhandel. Nederland moet dit overnemen om zijn koloniën terug te krijgen.
- De uitvinding van de ontkorrelmachine brengt een enorme verbetering in de fabricage van katoen waardoor de teelt van katoen, en de daarbij behorende slavernij, in de Zuidelijke staten van de Verenigde Staten een hoge vlucht neemt.
- Terwijl de Britten (1834) en de Fransen (1848) de slavernij afschaffen, zijn de Verenigde Staten van Amerika diep verdeeld. Politiek Washington handhaaft krampachtig het evenwicht in de Unie tussen slavenhoudende en slavenvrije staten. In het noorden ontwikkelt zich het abolitionisme, terwijl de plantagehouders in het zuiden van geen wijken willen weten. De controverse loopt uit op de Amerikaanse Burgeroorlog.
- Landen als het Verenigd Koninkrijk en Nederland gaan na de afschaffing van de slavernij goedkope arbeidskrachten ronselen in Azië. Tienduizenden Hindoestanen, Indiase moslims en Javanen worden verscheept naar West-Indië, om daar als contractarbeiders het plantagewerk over te nemen van de vrijgelaten slaven.

Nederland en België

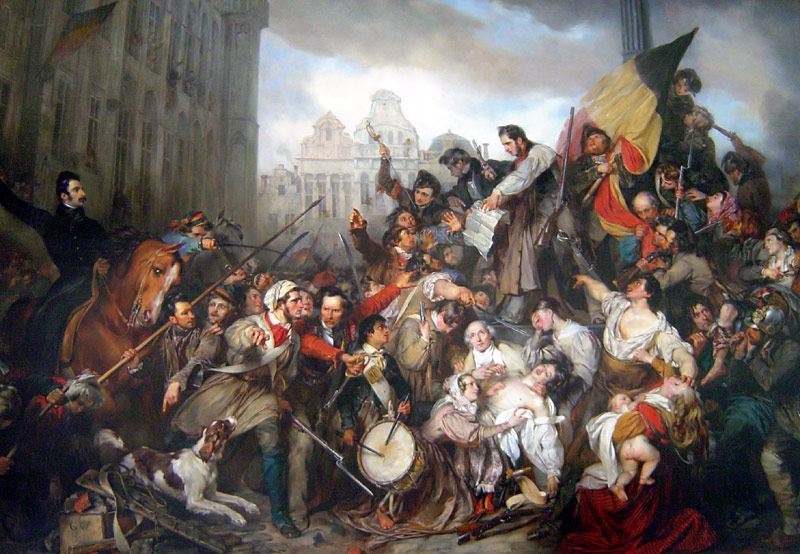
Belgische Revolutie

- Nederland wordt een eenheidsstaat. De oude provincies blijven gehandhaafd, en ook Limburg en Noord-Brabant krijgen eindelijk die status. De heerlijke rechten worden afgeschaft en het verschil tussen stad en platteland verdwijnt in het bestuur: ze worden gemeenten. Ook de rechtspraak wordt voor het hele land uniform geregeld.
- De Belgische Revolutie van 1830 leidt in 1831 tot onafhankelijkheid de facto, gesteund door Frankrijk en beschermd door het Verenigd Koninkrijk. Na jarenlang touwtrekken over de grens en over de verdeling van de staatsschuld wordt België in 1839 bij het Verdrag van Londen door Nederland erkend.
- Het Europese revolutiejaar 1848 brengt veel onrust maar, aanvankelijk, weinig verandering. Hoewel in de meeste landen de aristocratische elites hun oude rechten herstellen moeten ze voortaan toch meer rekening houden met de opkomende burgerij. In de jaren na 1848 komen er geleidelijk meer liberale en democratische vrijheden. Nederland wordt een parlementaire democratie.
- Het Unitarisme leidt in 1804 ook tot een eenheidsspelling van de Nederlandse taal. De spelling-Siegenbeek is niet naar ieders zin, zo fulmineert de letterkundige Willem Bilderdijk tegen de "lange ij". In het onafhankelijke België wordt Siegenbeek in 1844 vervangen door de spelling-Willems. In 1863 stellen De Vries en Te Winkel een woordenlijst op ten behoeve van het Woordenboek der Nederlandse Taal. Hun spelling, een combinatie van Siegenbeek, Bilderdijk en Willems, wordt eerst in België en later in Nederland erkend als officiële schrijfwijze. Maar al in 1891 pleit de Amsterdamse leraar Kollewijn voor een volgende verandering: van bosch naar bos en van visch naar vis.
- In 1810 legt de conscriptie van Napoleon de basis voor de dienstplicht in Nederland. Koning Willem I voert deze vervolgens in. Als men overigens genoeg geld heeft, kan een remplaçant ingehuurd worden, een systeem dat door velen als ondemocratisch wordt gezien. Pas in 1899 wordt de persoonlijke dienstplicht een feit.
- In 1820 wordt het metriek stelsel ingevoerd, maar de oude namen van maten worden gehandhaafd. De palm wordt gelijkgesteld aan tien centimeter. De meter wordt nog el genoemd, oftewel tien duimen (de oude naam voor centimeter). In 1869 worden de oude benamingen afgeschaft en wordt de naam palm vervangen door de naam decimeter (dm). Waar men echter nog spreekt van een vierkante palm bedoelt men 1 dm². Een kubieke palm staat voor 1 dm³ ofwel 1 liter.
- De Vlaamse burgerij, ook wel Franskiljons genoemd, gebruikt het Frans als middel om zich te verheffen boven de kleine burgerij, de boeren en de arbeidersklasse die het Frans niet machtig zijn. Een voorspoedige loopbaan, zeker ook in ambtelijke dienst (benoeming van eentalige Walen in Vlaanderen), stelt beheersing van het Frans als voorwaarde en daarom stuurt deze burgerij zijn kinderen naar Franstalige "pensionaten". Pas na de jaren-1870 zal de veralgemening van het Nederlandstalige onderwijs, de opkomst van een kleine burgerij en van intellectuelen die het Nederlands als geschreven taal machtig zijn, onderwijzers en de lagere geestelijkheid in plattelandsparochies ('les petits vicaires') het onderscheid gaandeweg minder groot maken.
- In België leidt de industriële revolutie tot de Vlaamse emigratie naar Wallonië.

Kolonialisme
- Onafhankelijkheidsoorlogen in Latijns-Amerika. Door de Franse bezetting van het Spaanse moederland kan Spanje zijn greep op het overzeese rijk niet meer effectief handhaven. Dit zorgt ervoor dat de Spaanse koloniën in Amerika de kans krijgen om tegen het koloniale Spaanse bestuur in opstand te komen. Dit brengt vanaf 1810 het verzet op gang tegen de Spaanse gouverneurs, dat in twintig jaar het hele subcontinent in zijn greep krijgt.
- Maar de rebellerende koloniën hebben uiteenlopende belangen en wensen en het Amerikaanse Spaanse koloniale rijk valt al snel uiteen in steeds kleinere elkaar beconcurrerende delen. De door Simón Bolívar gedroomde 'Verenigde Staten van Zuid-Amerika' blijft dus alleen maar een droom. Het subcontinent wordt de rest van de eeuw geteisterd door onderlinge oorlogen, burgeroorlogen, revoluties en staatsgrepen.
- De Britten koloniseren Australië en Nieuw-Zeeland met honderdduizenden landverhuizers, vaak criminelen en kansarmen. De oorspronkelijke bevolking van Aboriginals en Maori's wordt teruggedrongen naar een minder vruchtbaar binnenland. In Australië ontstaan vijf kolonies, die geleidelijk zelfbesturend worden en nauw samenwerken.

Amerika
- De Verenigde Staten weigeren zich te bemoeien met Europa en staan niet toe dat Europa zich bemoeit met Zuid-Amerika. Deze Monroedoctrine laat hen de mogelijkheid om zichzelf verregaand te bemoeien met de zuiderbuurlanden, die ze in toenemende mate als hun achtertuin gaan zien.
- De Verenigde Staten zijn diepgaand verdeeld over de kwestie van de slavernij. De slavenhoudende staten in het zuiden en de slavenvrije staten in het noorden houden elkaar in evenwicht tot de verkiezing van Abraham Lincoln als president. De Amerikaanse Burgeroorlog van 1861 tot 1865 leidt wel tot een wettelijke afschaffing van de slavernij, maar niet tot burgerrechten voor de vrijgelaten plantageslaven. Hun integratie wordt verhinderd door obscure organisaties als de Ku Klux Clan en door de Jim Crow Wetten.
- De verovering en bezetting van het westen van de Verenigde Staten begint na het einde van de Amerikaanse Burgeroorlog in 1865. Rond 1890 worden de Stille Oceaan en het al eerder gekoloniseerde Californië bereikt. Hiermee houdt het Wilde Westen op te bestaan.
- De Kastenoorlog (Guerra de Castas) is een oorlog van de oorspronkelijke Mayabevolking van Yucatán tegen de blanke elite en de Mexicaanse regering. De Kastenoorlog duurt van 1847 tot 1901 en kost aan meer dan 300.000 mensen het leven.

Azië
- Na twee eeuwen van afzondering opent Japan zich weer voor de buitenwereld. In 1802 wordt Nikolaj Rezanov de eerste gezant van de Tsaar. Een halve eeuw later dwingt de Amerikaanse commodore Matthew Perry de Japanse regering om haar havens te openen voor handelsschepen uit het westen. In 1867 komt een einde aan het shogunaat en begint de Meijiperiode.
- Ook China moet zijn havens openen, maar het oude keizerrijk moet tevens westerse handelskolonies ("concessies") in zijn kuststeden dulden. Het wordt zelfs in twee opiumoorlogen gedwongen om de Engelse handel in het verdovende middel te gedogen.
- Frankrijk bezet Indo-China.
- Nederlands-Indië komt in 1816 rechtstreeks onder gezag van de Nederlandse regering. Het Cultuurstelsel genereert grote winsten en brengt het moederland er financieel weer bovenop. Wel moet regelmatig oorlog worden gevoerd met weerspannige eilanden en vorstengebieden.
- The Great Game: Rusland en het Verenigd Koninkrijk wedijveren om macht en invloed in Afghanistan.
- Gedurende de Kadjaren-dynastie verkrijgen Europese grote mogendheden zoals het Verenigd Koninkrijk en Rusland geleidelijk relatief veel invloed in Perzië, maar het land blijft wel onafhankelijk.

Afrika
- De Britten nemen het verversingsstation van de VOC Kaapkolonie in 1806 met geweld over en geven het na de napoleontische tijd niet terug. De nieuwe Britse heersers raken met de Boeren in conflict als Groot-Brittannië in 1834 de slavernij afschaft. Zo begint de Grote Trek naar het binnenland, waar de Afrikaanders de Boerenrepublieken stichten. Na wat conflicten krijgen ze Engelse erkenning. Die erkenning houdt op als in de landjes goud wordt gevonden.
- Gedurende de eeuw worden de Fulbe de leiders van een groot West-Afrikaans rijk onder Usman dan Fodio. Voor zijn dood splitst hij het rijk op in het gedeelte Sokoto en het gedeelte Gwandu. Dit duale rijk duurt voort tot 1903, als het opgedeeld wordt door verschillende Europese koloniale machten.
- De combinatie van antislavengenootschappen en de behoefte om de natuurvolkeren te kerstenen leidt tot expedities en missionering van het Afrikaanse binnenland. De bekendste is de Schotse missionaris David Livingstone. Hij is de eerste Europeaan die de Victoriawatervallen ziet, in 1855.

Industrialisatie
- Terwijl de Industriële Revolutie pas na 1830 in Frankrijk, na 1850 in Duitsland en na 1865 in de Verenigde Staten op gang komt, start in de tweede helft van de eeuw in Groot-Brittannië de Tweede industriële revolutie. Daarin staan wetenschappelijke bedrijfsvoering en technologische ontwikkeling voorop. De toenemende arbeidsdeling leidt tot een grotere productiviteit en hogere lonen, maar ook tot vervreemding tussen de arbeider en het product van zijn arbeid.
- Sterke ontwikkeling van de mijnbouw dankzij de stoommachine, die het grondwater kan wegpompen. de kolenverslindende ijzer- en staalindustrie ontwikkelt zich in de omgeving van de kolenmijnen. Voorbeelden zijn de Engelse Midlands, het Waals industrieel bekken, het Pruisische Ruhrgebied, het Franse Elzas-Lotharingen en het Amerikaanse Pittsburgh. De opkomende spoorwegen maken het ook mogelijk de steenkool af te voeren, en in de meeste steden worden gasfabrieken gebouwd die het stadsgas leveren aan straatverlichting en aan de gaslamp in de huiskamer.
- In Groot-Brittannië ontstaat de coöperatie, een vereniging van verbruikers, producenten of bewoners die voor gezamenlijke rekening aan het economisch verkeer deelnemen.

Scheepvaart en handel
- Een belangrijke verandering in deze eeuw is de overstap van hout naar ijzer en later staal in de scheepsbouw. In 1825 wordt de Codorus gebouwd, het eerste ijzeren schip in de Verenigde Staten. In 1843 volgt de tewaterlating van de Great Britain, het eerste zeegaande ijzeren schip met schroef van de geniale ingenieur Isambard Kingdom Brunel. Het is het grootste schip van die tijd. In 1858 wordt de Ma Roberts gebouwd bij de Cammell Laird werf, het eerste stalen schip.
- Dankzij de verbinding met het Ruhrgebied groeit de Haven van Rotterdam uit tot de grootste van Nederland. Ook de Haven van Antwerpen is in opkomst, maar blijft afhankelijk van Nederlandse welwillendheid op de Westerschelde en in Limburg (IJzeren Rijn). De Haven van Amsterdam, zwaar getroffen door het Continentaal Stelsel van Napoleon, raakt op het tweede plan maar herstelt zich door de aanleg van het Noordzeekanaal.
- De vrijhandel en de stoomvaart komen de wereldhandel zeer ten goede. Voor de landbouw in Europa betekent dit vanaf 1870 zware concurrentie van grootschalige landbouwbedrijven in Noord- en Zuid-Amerika.

Sociaal-economische ontwikkelingen
- Het vrijheidsmotto van de Franse Revolutie wordt met de ideeën van Smith en Ricardo verder ontwikkeld tot het economisch liberalisme, waarin de overheid zich nauwelijks bemoeit met de economie (Nachtwakersstaat).
- Het langzaam verdwijnen van de standenmaatschappij betekent niet het einde van sociale ongelijkheid. De basis verandert richting wat Marx de "productieverhoudingen" noemt. De maatschappij wordt nu verdeeld in klassen op basis van het wel of niet de beschikking hebben over productiemiddelen.
- Het broederschapsmotto vindt zijn vertolking in het socialisme, in het begin van de eeuw in de vorm van het Utopisme van Robert Owen en Claude Henri de Saint-Simon, halverwege de eeuw in die van het wetenschappelijk socialisme van Karl Marx en aan het eind van de eeuw als het praktisch socialisme van Ferdinand Lassalle.
- De huisnijverheid in bijvoorbeeld textiel en sigarenmakerij verdwijnt door de mechanisatie. Een snelle industrialisatie en urbanisatie leiden tot het ontstaan van een lompenproletariaat. Deze mensen wonen in de sloppen (Nederland) en beluiken (België) die onder de rook van de fabrieken zijn opgetrokken.
- De uitzichtloosheid van het arbeidersbestaan leidt in combinatie met het goedkoper worden van sterke drank tot massaal alcoholisme. Vanuit de christelijke burgerij probeert de matigingsbeweging hierin verbetering te brengen.
- In de industrie wordt vaak de gedwongen winkelnering toegepast: werklieden moeten een deel van hun loon besteden in een winkel van de werkgever of diens relatie. In België wordt dit truckstelsel genoemd.
- In Rochdale (Engeland) ontwikkelt zich de coöperatie als model van zelforganisatie door groepen arbeiders (verbruikscoöperatie) of boeren (productiecoöperatie). De afnemers of toeleveranciers zijn zelf eigenaar van de coöperatie, en dus niet afhankelijk van een ondernemer.
- Door de industrialisatie en de verbeterde gezondheidszorg ontstaat een snelle toename van de bevolking. De waarschuwing van de Britse econoom Robert Malthus, dat de economische groei de bevolkingstoename niet kan bijhouden, dreigt uit te komen. Door het liberalisme ontstaan grote inkomensverschillen, die veel effect hebben op de geboortecijfers. "The rich get richer, the poor get children." Hiertegen ontstaat verzet, in Nederland gebundeld in de in 1881 opgerichte Nieuw-Malthusiaanse Bond en belichaamd door de eerste vrouwelijke arts Aletta Jacobs. Zij trekt de Amsterdamse volkswijk de Jordaan in om de volksvrouwen voor te lichten over geboortebeperking.
- Geleidelijk ontstaat ook in de burgerij verzet met name tegen de algemene kinderarbeid.
- Het eenverdienersmodel met gescheiden leefsferen voor man en vrouw wordt populair.

Geldwezen

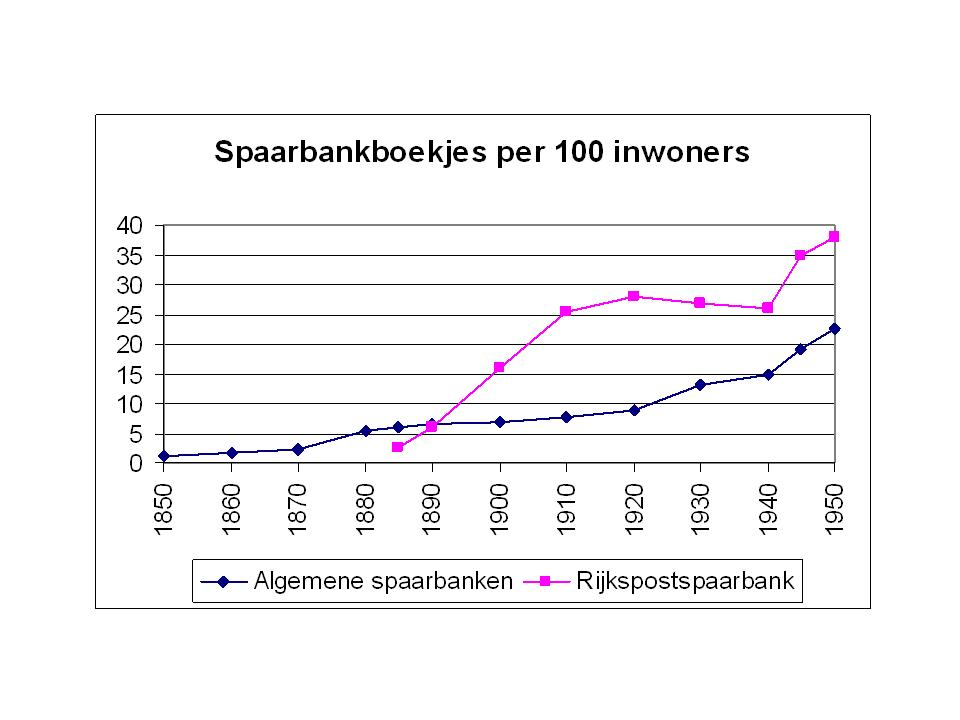
Spaarbankboekjes in Nederland

- De eerste spaarbanken in Nederland zijn de nutsspaarbanken die vanaf 1817 worden opgericht door de familie Th. Nauta en de Maatschappij tot Nut van 't Algemeen. De eerste bank verschijnt in Workum (Friesland). Later worden ook spaarbanken opgericht op initiatief van gemeenten. In 1881 wordt de Rijkspostspaarbank opgericht, die de andere spaarbanken al spoedig overvleugelt.
- Het bankbiljet raakt ingeburgerd als betaalmiddel.

Kunstnijverheid
- Tussen het ambbachtelijke product en het massafabrikaat ontwikkelt zich de kunstnijverheid als mengvorm. Een voorbeeld is het boerenbont aardewerk, waarop fabrieksmeisjes met de hand decoratieve bloempatronen aanbrengen in vier kleuren.

Wetenschap en techniek

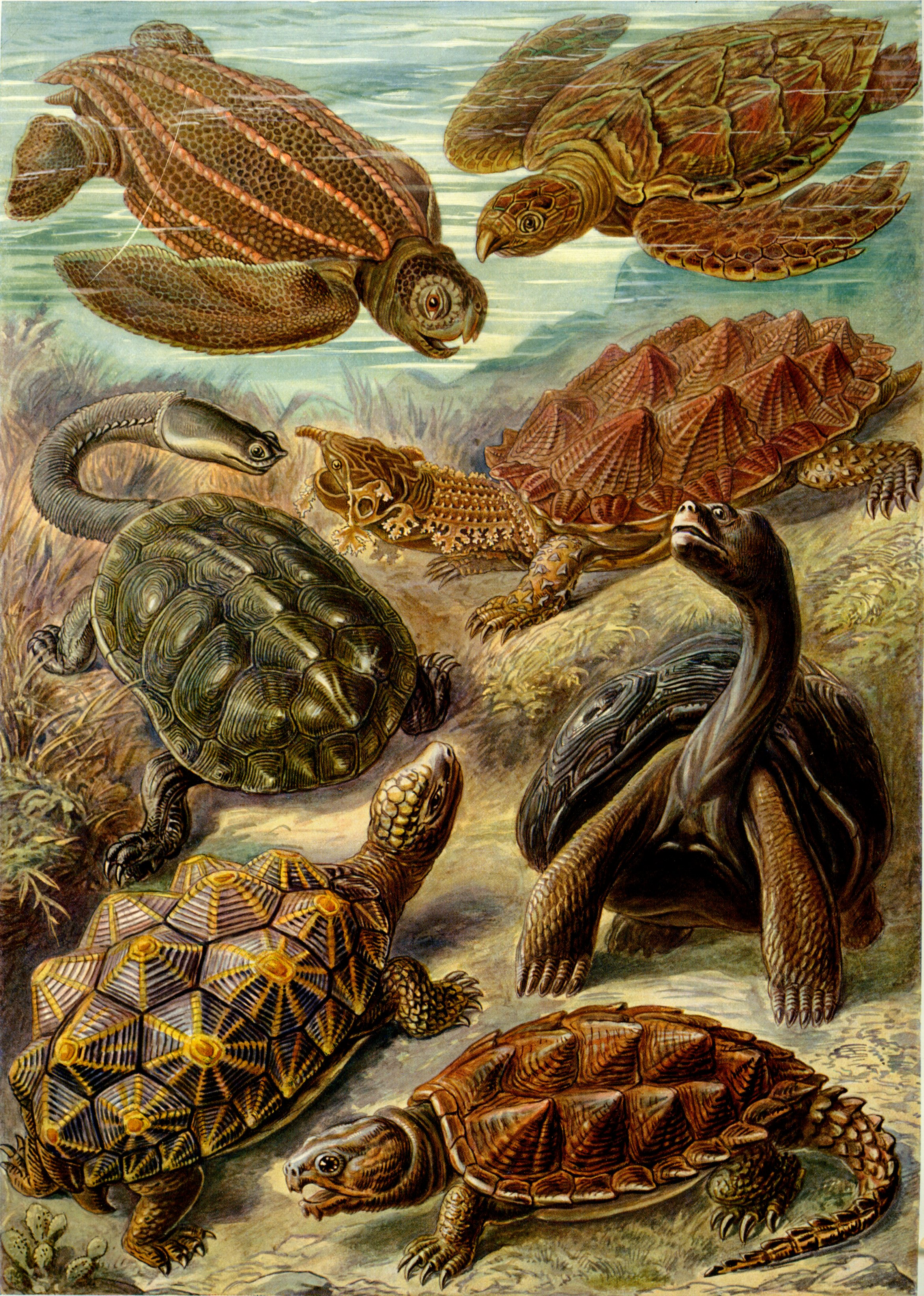
Tekening van verschillende soorten schildpadden in Ernst Haeckels Kunstformen der Natur (1904), die dient om het principe van genetische variatie uit de evolutietheorie te illustreren.

- De evolutietheorie wordt geleidelijk aanvaard ten koste van het vroeger gangbare creationisme. Het verzet van de paus en protestantse christelijke leiders verandert hier weinig aan. De evolutietheorie en van daaruit de leer van de natuurlijke selectie heeft grote invloed op de wetenschap als geheel en op de levensbeschouwing van de 19e-eeuwer. Die wordt bepaald door een materialistisch standpunt dat alle verschijnselen in de natuur zijn te herleiden tot natuurwetten.
- De wetenschappelijke methode wordt leidend. Ze is vaak een wisselwerking tussen empirie en theorievorming, waarbij aan de hand van nieuwe waarnemingen een bepaalde theorie steeds verder wordt verfijnd. Dit proces kan zich over decennia uitstrekken. In de overtuiging dat zaken ‘berekenbaar’ zijn (rationalisering) streven geleerden naar nauwgezette vaststelling van feiten en naar exact feitenonderzoek (positivisme).
- De standaardisatie van maten en gewichten vindt ook toepassing in het recht (codificatie) en in de taal (standaardtaal).
- In de wiskunde worden grote vorderingen gemaakt. Georg Cantor onderzoekt het concept oneindigheid en de logische onderzoeken van George Boole legt de grondslagen voor programmeertalen en daarmee voor de latere computers en het informaticatijdperk.
- In de natuurkunde wordt ook, met behulp van onder andere de nieuwe wiskundige technieken, grote vooruitgang geboekt. De eeuw van Faraday, Röntgen, Herz en Maxwell.
- In de economische wetenschap wordt het concept van de homo oeconomicus populair. Het idee van de homo oeconomicus is gestoeld op een mensbeeld waarin de mens eerst en vooral een economisch wezen is, dat wil zeggen gericht op de bevrediging van zijn behoeften op efficiënte, rationele of logische wijze. Dit mensbeeld wordt sterk geassocieerd met kapitalisme en economisch liberalisme, theorieën die ervan uitgaan dat de behoeftenbevrediging door berekenende individuen (binnen bepaalde kaders) de beste sociaal-economische organisatie zal bewerkstelligen.
- Sinds 1810 worden de uitgestorven dinosauriërs wetenschappelijk beschreven en de groep krijgt in 1842 haar naam. Tussen 1870 en 1925 worden veel dinosauriërfossielen ontdekt, vooral in Noord-Amerika.
- De Fransman Jean-François Champollion ontcijfert de Egyptische hiërogliefen, Georg Friedrich Grotefend, Eugène Burnouf en Henry Rawlinson het Oudperzisch spijkerschrift.

Militair
- Uitvinding en ontwikkeling van de revolver, een handvuurwapen dat met zes kogels kan worden geladen.

Pseudowetenschap
- Ondanks het toenemend geaccepteerde evolutionisme en materialisme zijn er ook meer pseudowetenschappelijke ontwikkelingen. Zo wordt Craniometrie (schedelmeting) toegepast ter ondersteuning van antropologisch en etnologisch onderzoek (zie culturele antropologie). Men denkt dat men aan de hand van de maten en bulten op de schedel uitspraken kan doen over de persoon (frenologie).
- Ook wordt het spiritisme een rage waarbij men ervan uitgaat dat men contact kan leggen met overledenen. Wetenschappers die deze beweringen onderzoeken stichten de Society for Psychical Research en zijn de voorlopers van de parapsychologie.

Medisch
- De toepassing van hygiënische maatregelen in de operatiekamer door Ignaz Semmelweis, de ontdekking van de bacterie door Louis Pasteur en het onderzoek door Joseph Lister leiden tot een scherpe daling in de postoperatieve sterfte in ziekenhuizen.
- De vaccinatie met koepokken wordt vanaf 1820 in alle Nederlandse provincies van overheidswege aangeboden.
- Onder leiding van directeur Jean-Martin Charcot wordt het Hôpital de la Salpêtrière in Parijs het Europese centrum voor onderzoek naar hysterie en dissociatieve aandoeningen. Er wordt uitgebreid onderzoek gedaan naar de toepassing van hypnose. Ook worden neurologische aandoeningen als epilepsie, amyotrofe laterale sclerose en multiple sclerose bestudeerd en beschreven.
- Het in de middeleeuwen door Willem Arntsz in Utrecht gestichte dolhuis wordt tussen 1830 en 1860 door Schroeder van der Kolk geheel gereorganiseerd. Niet langer is het een plek waar krankzinnigen worden "opgeborgen", maar het hoofddoel van de behandeling en verpleging is genezing. In Nijmegen verzorgt het echtpaar Johannes van Duuren en Maria van Vulpen in het Cellebroederhuis psychiatrische patiënten op een geheel nieuwe manier. Patiënten mogen vrij lopen in plaats van opgesloten te worden. Ze krijgen normale kleding en een normaal bed. Er wordt gezocht naar een zinvolle dagbesteding, waarbij gekeken wordt naar (werk)ervaring. In plaats van dwang wordt geprobeerd de geesteszieke te laten functioneren in een beschermde wereld.
- Onder de gegoede stand raakt het verblijf in kuuroorden in zwang. Artsen kunnen vaak niet meer doen dan rust en frisse lucht voorschrijven, en daarvoor wordt een verblijf aan zee, in de bossen of in de bergen ideaal geacht. Bij de Ardennen worden de oude Thermen van Spa verder ontwikkeld, in Valkenburg wordt het Kurhaus Huis ter Geul gebouwd en op Scheveningen het Kurhaus. In Oost-Europa en de Verenigde Staten ontdekt men het Turks bad.
- Samuel Hahnemann en James Tyler Kent zetten de homeopathie op de kaart.

Innovatie
- In het kielzog van de wetenschap maakt ook de techniek reuzenschreden: Tesla, Edison, Benz, Siemens, Bosch en vele anderen.
- In de Engelse industrie doen de uitwisselbare onderdelen hun intrede, een stap naar de standaardisatie van het productieproces.
- Verbeteringen in de metaalindustrie zoals beter gietijzer en staal. Het Bessemerprocedé en de hoogoven worden sterk verbeterd zodat steeds goedkoper en in grote hoeveelheden staal en gietijzer beschikbaar komt als grondstof voor bijvoorbeeld de machine-industrie, bouw en spoorwegindustrie.
- Nieuw is ook de industriële productie van zink in Frankrijk en België, waar het wordt aangewend als dakbedekking, dakgoot en regenpijp. Sommige landen gaan zinken muntjes slaan, en zinkzalf blijkt te helpen tegen eczeem.
- In 1817 ontdekt de Fransman Louis Vicat de chemische principes van cement. In 1824 neemt de Engelsman Joseph Aspdin een patent op Portlandcement, een product van het branden van kalksteen en klei in steenkoolovens. De Eerste Engelse Portlandcementfabriek wordt in 1843 opgericht, de eerste Duitse Portlandcementfabriek stamt uit 1855. In 1867 krijgt de Fransman Joseph Monier patent op gewapend beton.
- Synthetische kleurstoffen nemen de plaats in van schaarse en dus dure pigmenten als vermiljoen, indigo, meekrap en lapis lazuli.
- In Amerika wordt een aantal degelpersen ontwikkeld die door één man bediend kunnen worden, en een automaat om in te inkten.
- Vanaf 1837 maakt de chromolithografie meerkleurendrukken mogelijk. In de jaren daarna ontstaat in Europa en elders een markt voor betaalbare kijkboeken met kleurenprenten.
- Turfstook in de open haard maakt plaats voor cokes, een restproduct van de gasfabrieken, in de nieuwe ijzeren kachels.

Voeding
- De Franse minister Talleyrand herintroduceert in 1814 het traditionele gerecht Escargot door zijn chef Antonin Carème te instrueren escargot op het menu te zetten voor een diner met tsaar Alexander I van Rusland. Zijn recept wordt een doorslaand succes en zo groeit het in de loop van de eeuw meer en meer in aanzien, en wordt zelfs een symbool voor de Franse gastronomie.
- In Parijs begint rond 1840 de croissant aan zijn opmars, gebaseerd op de Weense kipferl.
- De fabrieksmatige vervaardiging van voedingsmiddelen neemt een aanvang. In Duitsland brengt Justus von Liebig bouillonpoeder op de markt en Carl Heinrich Knorr droge soepen. In de VS introduceert Heinz in 1876 tomatenketchup, in Nederland bedenkt Casparus van Houten een procedé voor het persen van cacao en brengt Anton Jurgens de margarine op de markt. Samuel Sarphati sticht de eerste broodfabriek in Amsterdam.
- In Gouda gaat men stroopwafels bakken uit koeksnippers, deegresten en stroop. Het succes is zo groot, dat ook elders in Nederland de wafel in productie wordt genomen.

Cultureel-filosofische veranderingen
- Als reactie op de Franse Revolutie ontstaat het Duits Idealisme, dat een organische ontwikkeling van de maatschappij nastreeft. Het is nauw verbonden met de Romantiek en vindt zijn oorsprong bij Hegel, die zo de filosofie van Immanuel Kant verder wil ontwikkelen. Andere belangrijke vertegenwoordigers zijn de filosofen Fichte en Schelling en de theoloog Schleiermacher.
- De Deense Gouden Eeuw brengt grote namen voort in de geesteswetenschappen en letteren. Filosofen en schrijvers als N.F.S. Grundtvig, Henrik Steffens, Adam Oehlenschläger en bovenal Søren Kierkegaard en Hans Christiaan Andersen, verwerven wereldfaam. Veel filosofische werken uit deze tijd vinden hun wortels in de antieke filosofie, maar worden tevens beïnvloed door de Romantiek.
- De Romantiek leidt in de kunst tot sterke gevoelsuitingen. Er ontstaat vraag naar een verhaal in de geschiedenis. Liefde voor de natuur en voor het eigen land voert tot nationalisme.
- Politieke revoluties maken een einde aan het absolutisme en leggen de grondslag voor democratische klassenstaten en de volkssoevereiniteit. Dit staatsidee (voor het eerst verwezenlijkt in Noord-Amerika en verspreid sinds de Franse Revolutie in Europa) bestrijdt de oude machten en het régime van Napoleon en stelt het politieke nationaliteitsgevoel in de plaats.
- Het realisme, bloeitijd circa 1840-1890, plaatst tegenover de subjectieve gevoelens van de kunstenaar de feitelijke en vaak rauwe werkelijkheid, die onverbloemd wordt beschreven. Zij wordt de voedingsbodem van het socialisme, dat de revolutie ziet als antwoord op de misstanden in de geïndustrialiseerde wereld.
- De opkomst van het Frans als diplomatieke en culturele wereldtaal en het Duits als wetenschapstaal, dit ten koste van het Latijn.

Kunst en ontspanning
- Het tijdperk van de neostijlen in de bouwkunst breekt na ca. 1815 aan. Naar believen worden elementen uit de oude architectuur toegepast, soms zelfs gecombineerd in een enkel gebouw (dit is vooral het geval bij het zogenaamde eclecticisme).
- In verschillende steden ontstaan leesgezelschappen, die vooral worden bezocht door gegoede (mannelijke) burgers. Ieder jaar worden de boeken en tijdschriften die onder de kleine groep leden hebben gecirculeerd, weer verkocht. Daarnaast worden Nutsleeszalen opgericht, bedoeld voor burgers uit de lagere klassen.
- Met de opkomst van de roman gaat de vrouw een grotere rol spelen in de literatuur. In Frankrijk bereiken Madame de Staël en George Sand een hoge status, in Engeland zijn dat Jane Austen en de zusters Emily, Anne en Charlotte Brontë. De Nederlandse Truitje Bosboom-Toussaint specialiseert zich in de historische roman, een populair genre in deze eeuw.
- Ivanhoe van Walter Scott zet de toon voor de historische roman. Andere succesvolle werken in het genre zijn De Leeuw van Vlaanderen van Hendrik Conscience, De schaapherder van Jan Frederik Oltmans, De drie musketiers van Alexandre Dumas père. De laatste publiceerde "De graaf van Monte Christo" als feuilleton, een genre dat sinds Dickens populair was geworden.
- Populaire dansen zijn de Quadrille, de Polka en de Weense wals.
- Het is de eeuw van de grote pianovirtuozen, zoals Ludwig van Beethoven, John Field, Johann Nepomuk Hummel, Ignaz Moscheles, Frédéric Chopin, Clara Wieck en Franz Liszt.
- Uit de Franse opéra comique en het Duitse Singspiel ontwikkelt zich de Operette, met succeswerken van Jacques Offenbach en Johann Strauss jr..
- In de Italiaanse opera is belcanto in zwang. Enkele componisten van het typerende belcanto-repertoire zijn Gaetano Donizetti, Gioacchino Rossini en Vincenzo Bellini.
- De trekzak wordt in het midden van de eeuw een populair instrument in de Vlaamse en Nederlandse volksmuziek. In Spanje ontwikkelt Antonio de Torres de klassieke gitaar.
- Het harmonieorkest komt voort uit de militaire orkesten die een functie hebben om ceremonies muzikaal te begeleiden. Vanwege het relatief goedkope instrumentarium is het financieel haalbaar om in vele dorpen en steden een harmonieorkest op te richten voor de amateur muzikant.
- De Academische kunst beheerst de Salon de Paris met haar wetten en vaste vormen, totdat het Impressionisme Frankrijk en de wereld verovert.
- De opkomst en bloei van de kunstenaarskolonies, te beginnen met Barbizon.
- De eerste kinderboeken zijn sterk moralistisch van inhoud. Zij stellen een hoofdpersoon tot voorbeeld, zoals brave hendrik, of als schrikbeeld (Klaas Kapoen).

Illusie en werkelijkheid
- Het panoramaschilderij  is een

voorstelling  van een landschap, zeegezicht, historisch of bijbels tafereel, aangebracht op een cirkelvormig gespannen doek van ruime afmetingen. De toeschouwer bevindt zich in het midden van de voorstelling
en door middel van aangepaste belichting, subtiele geluidseffecten en decoronderdelen ondergaat hij / zij een illusie van realiteit. 
- Het diorama wordt in Frankrijk ontwikkeld door uitvinder/kunstenaar Louis Daguerre techniek - en de schilder Charles-Marie Bouton. Hun diorama bestaat uit een monumentaal schilderij van een landschap of interieur op semi-transparant

doek, gepresenteerd in een verduisterde ruimte, dat met verschillende licht- en geluidseffecten tot leven wordt gebracht.  
- De fotografie ontwikkelt zich vanuit de daguerreotypie. De burgerij organiseert avondjes waarop foto's worden vertoond door middel van de toverlantaarn. De eeuw beleeft nog dat het vastgelegde beeld gaat bewegen: de film.

Godsdienst
- In Nederland krijgt de Nederlandse Hervormde Kerk, die geen "publieke kerk" meer is, te kampen met afscheidingen. De mannen van het Réveil blijven binnen de kerk, maar in 1834 vertrekken de Afgescheidenen. In 1886 verlaat Abraham Kuyper met zijn volgelingen eveneens de kerk in de Doleantie.
- Terugkeer van de Rooms-Katholieke Kerk in de Noord-Nederlandse samenleving. De strijd om de kerkgebouwen wordt door de regering gesust met actieve steun aan nieuwbouw van kerken door de overheid: de Waterstaatskerken. Maar ten slotte overwint de neogotiek van Pierre Cuypers en Alfred Tepe, naar voorbeeld van de Franse bouwmeester Viollet-le-Duc.
- Eeuw van de zending en missie: de verbreiding van het christendom onder de indianen, in Azië en in Zuid-Afrika. In de protestantse landen worden tal van zendings- en Bijbelgenootschappen opgericht. In Nederland wordt het Nederlands Bijbelgenootschap en het Nederlandsch Zendeling Genootschap opgericht. Een groot deel van de bevolking van Afrika zal in aanraking komen met het christelijke geloof. Ook in Azië krijgt het christelijk geloof op sommige plaatsen vaste grond onder de voeten, zij het een stuk minder breed dan in de zuidelijke delen van Afrika. Met name een groot deel van Korea zal zich bekeren tot het christelijk geloof.
- De Indiase beweging Brahmo Samaj zet aan tot een hervorming van het hindoeïsme in de richting van een monotheïstische godsdienst.
- Aanhangers van de Haskala bepleitten een betere integratie van de joden in de Europese samenleving en het geven van beter onderwijs. Het heeft zijn oorsprong in het Duitse jodendom.

Communicatie
- Uitvinding van de telegraaf aan het begin, en de telefoon aan het eind van de eeuw maken de wereld kleiner dan hij was.
- Dankzij de machinale fabricage van papier en de uitvinding van de stoompers vinden Couranten, vooral na de afschaffing van het dagbladzegel, grote verspreiding onder de gezeten burgerij. Zij brengen berichten van alle plaatsen die voor de handel belangrijk zijn.
- Vanaf de Napoleontische tijd zijn de posterijen een staatszaak. Treinen nemen het interlokaal postvervoer over van de postkoets. In alle steden komen postkantoren. De Engelse vindingen van de enveloppe en de postzegel worden snel overgenomen op het vasteland van Europa. In de meeste grondwetten wordt het briefgeheim vastgelegd.

Verkeer en luchtvaart
- Napoleon classificeert de wegen in zijn rijk als rijkswegen, provinciale wegen en buurtwegen. Deze indeling wordt overgenomen door Willem I, die de bestrating van de rijksstraatwegen onderbrengt in een eerste rijkswegenplan.
- Een nieuw type rijtuig wordt populair: de landauer. Het is een geveerde open wagen voor vier personen die bij regen kan worden gesloten. Hij wordt getrokken door twee of vier paarden.
- Spoorwegen worden aangelegd in heel Europa, en vervolgens ook daarbuiten. Het principe van geleiding over rails wordt ook gebruikt voor de paardentram en later de stoomtram.
- De ballonvaart komt tot ontwikkeling als een hobby van de rijken, maar in de loop van de eeuw worden de toepassingsmogelijkheden verkend. Zo wordt in Amerika de eerste luchtpostdienst opgericht en boven Parijs de eerste Luchtfoto gemaakt. In de Amerikaanse Burgeroorlog en de Frans-Pruisische Oorlog voeren ballonvaarders verkenningen uit en brengen ze berichten over.
- De vélocipède ontwikkelt zich tot fiets.

Sport
- In de tweede helft van de 19e eeuw wordt de basis gelegd voor de moderne georganiseerde wedstrijdsport. In 1872 wordt de eerste voetbalinterland gespeeld; vijf jaar later gaat het tennistoernooi van Wimbledon van start; in 1882 wordt John L. Sullivan de eerste wereldkampioen boksen bij de zwaargewichten en in 1892 wordt de eerste wielerklassieker, Luik-Bastenaken-Luik, verreden.
- Op initiatief van Baron Pierre de Coubertin worden in Athene in 1896 voor het eerst sinds 393 weer Olympische Spelen gehouden.
- In Duitsland vestigt Friedrich Ludwig Jahn in 1811 de eerste Turnplatz. Het turnen verbreidt zich en in 1830 worden in Nederland en België de eerste turnclubs opgericht. De sport heeft dan nog een semimilitair karakter.

Stad en land
- De ontwikkeling van het geschut en de ballistiek maken de verdediging van steden binnen hun wallen zinloos. De stadsmuren worden ontmanteld en op de wallen verrijzen vaak de eerste stadsparken.
- Zo ontstaat ruimte voor stadsuitleg voor steden die in de industrialisatie en urbanisatie succesvol zijn.
- Door de aanleg op grote schaal van straatverlichting komen in de binnensteden horeca en entertainment tot bloei.
- Tussen 1850 en 1880 worden de meeste provinciale wegen verhard met Steenslag, een variant op de Engelse Macadamwegen. Hiervoor wordt het puin van de afgebroken stadsmuren aangewend. In het oosten gebruikt men keien, die men door werklozen tot keislag laat kloppen. Ook wordt grind gewonnen bij de rivierverbetering, en worden bazaltblokken uit Duitsland geïmporteerd.
- Rond 1829 worden de domeingronden in Twente en elders verkocht, meest aan de tot dan toe horige boeren. In Drenthe worden de veenkolonies geopend.
- Na de afschaffing van de feodaliteit zorgt nieuwe wetgeving voor een overheveling van de gemene gronden naar de gemeente en krijgt de overheid er zeggenschap over. In de tweede helft van de eeuw worden de gemeenschappelijke markengronden gesplitst en verkocht om ontgonnen te worden.
- Het glooiende Engelse landschap vormt bij de tuinaanleg de inspiratiebron voor de late landschapsstijl. Onder architectuur van Springer, Zocher, Copijn en anderen worden de eerste landschapsparken in Nederland aangelegd.
- In huis zorgen de Argandse lamp en later de petroleumlamp voor betere verlichting met minder bijverschijnselen. Het eerste gaslicht op straten en pleinen wordt vanaf 1812 aangebracht in Londen en op het vasteland in Freiberg. Pas wanneer na 1850 overal gasfabrieken worden gebouwd, komt een behoorlijke openbare verlichting van de grond en uit de grond: de gasleidingen zijn meestal de eerste ondergrondse voorzieningen. Vanaf 1878 wordt bovendien geëxperimenteerd met elektrische booglampen.
- De Europese steden beginnen met de aanleg van waterleiding en riolering. Uit Engeland komt de vinding van het watercloset, het toilet met waterspoeling. De hygiëne wordt door dit alles sterk verbeterd en epidemieën komen minder vaak voor.
- Ook de aanleg van begraafplaatsen buiten de steden komt de volksgezondheid ten goede. De begraafplaats van Père-Lachaise is in 1804 het prototype van de begraafplaats extra muros. In de hele westerse wereld wordt het voorbeeld gevolgd. In diverse steden in de Verenigde Staten worden 'rural cemeteries' aangelegd. Ten noorden van Londen wordt in 1839 de beroemde Highgate Cemetery aangelegd.
- Londen telt als eerste metropool meer dan vijf miljoen inwoners.
- Terwijl de verstedelijking doorgaat en meer dan de helft van de bevolking in steden woont, ontstaat onder de burgerij een trek naar buiten. Die beperkt zich tot een dagtochtje met de Jan Plezier, de speciale pleziertrein of aan het eind van de eeuw, met de vélo. Op de Veluwe en in Limburg ontstaan de eerste pensions.

Dieren
- Het economisch gebruik van dieren is algemeen, maar uitwassen worden soms tegengegaan. De introductie van de stoommachine maakt het molenpaard overbodig. De trekschuit verdwijnt, maar nieuw zijn de door paarden getrokken omnibus en de paardentram. Trekhonden zijn in Nederland en België overal in gebruik, maar in Frankrijk en Groot-Brittannië worden ze tegengegaan. Wrede volksvermaken als "katknuppelen" en "palingtrekken" worden verboden en de dierenbescherming wordt opgericht.
- In belangrijke steden worden dierentuinen gesticht. Deze beogen de burgerij kennis bij te brengen van de natuurlijke historie, maar krijgen geleidelijk ook een recreatieve functie.
- Er ontstaan in Groot-Brittannië en Frankrijk overal circussen. Vaak zijn het complete families die een eigen circus oprichtten en hiermee hun brood proberen te verdienen. Zo is er in Frankrijk het circus Franconi en in Groot-Brittannië het circus van de gebroeders Sanger. De circustraditie waait ook over naar Amerika. Daar ontstaat het eerste reizende tentcircus rond 1830. Hier worden wilde dieren, zoals leeuwen en tijgers, in het circusprogramma geïntroduceerd.

Mode
- Het is de eeuw van de pandjesjas met hoge hoed, de hoepelrok en het lorgnet. Maar ook wint de confectiekleding terrein.
- De Schotse chemicus Charles Macintosh ontwikkelt waterafstotende stoffen uit Indisch rubber en nafta. In Manchester bouwt hij een fabriek van regenjassen, door hem Mackintosh genoemd.

### Belangrijke personen van de 19e eeuw

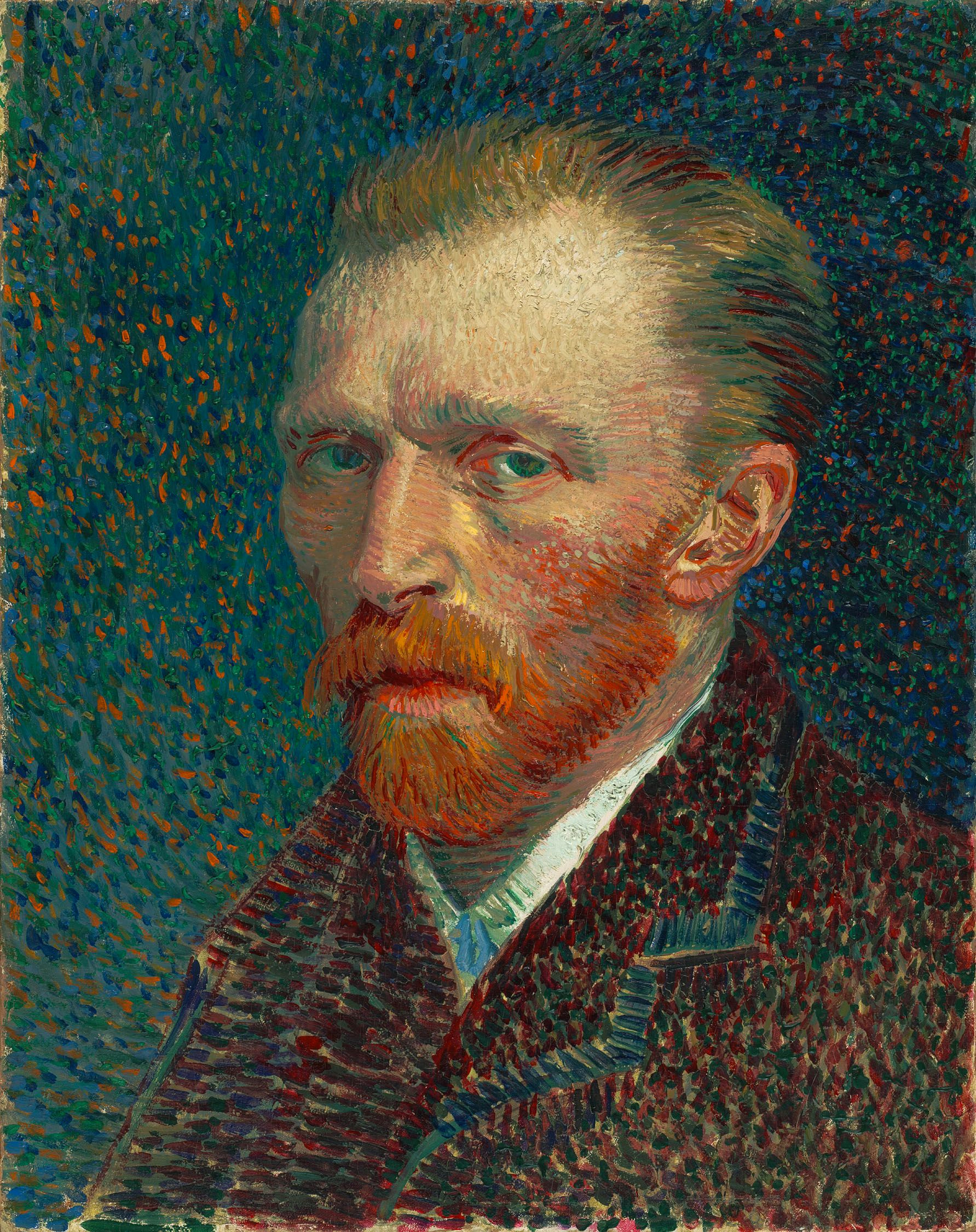
Vincent van Gogh

- Joseph Aspdin, uitvinder van het portlandcement
- Jane Austen, schrijfster
- Michail Bakoenin, revolutionair en filosoof
- Ludwig van Beethoven, componist
- Jeremy Bentham, Brits politiek econoom
- Otto von Bismarck, uitvinder van de Realpolitik en vereniger van de Duitse staten.
- Helena Blavatsky, oprichtster van het Theosofisch Genootschap
- Simón Bolívar, onafhankelijkheidsstrijder
- Napoleon Bonaparte, Frans generaal en dictator
- Ludwig Boltzmann, Oostenrijks natuurkundige
- Johannes Brahms, Duits componist
- Anton Bruckner, Oostenrijks componist
- Lord Byron, Brits dichter
- Marie-Antoine Carême, gastronoom
- Frédéric Chopin, componist
- Pierre Cuypers, architect
- Charles Darwin, grondlegger van de evolutietheorie
- Charles Dickens, Brits schrijver
- Benjamin Disraeli, Brits politicus
- Fjodor Dostojevski, Russisch romanschrijver en publicist
- Thomas Edison, uitvinder
- Michael Faraday, Brits natuurkundige
- Elizabeth Fry, ijveraar voor strafrechthervorming
- Giuseppe Garibaldi, Vereniger van Italië
- Carl Friedrich Gauss, Duits wis- en natuurkundige
- Johann Wolfgang von Goethe, Duits schrijver
- William Ewart Gladstone, Brits politicus
- Vincent van Gogh, kunstschilder
- Franz Jozef I van Habsburg, Oostenrijks-Hongaars keizer
- Georg Wilhelm Friedrich Hegel, Duits filosoof
- Katsushika Hokusai, Japans houtsnedekunstenaar
- Victor Hugo, Frans schrijver, dichter en politicus
- Friedrich Ludwig Jahn, Duits jeugd- en sportleider
- Benito Juárez, Mexicaans staatsman
- Heinrich Lenz, ontdekker van de wet van Lenz
- Justus Liebig, Duits chemicus
- Abraham Lincoln, Amerikaans president
- Friedrich List, Duits econoom
- David Livingstone, ontdekkingsreiziger en zendeling
- Charles Lyell, geoloog
- Gustav Mahler, Oostenrijks componist
- Thomas Malthus, Brits econoom
- Karl Marx, economisch filosoof
- James Clerk Maxwell, Brits natuurkundige
- Hendrik Willem Mesdag, Nederlands schilder en kunstverzamelaar
- Dmitri Mendelejev, Russische scheikundige
- Klemens von Metternich, Oostenrijks kanselier
- John Stuart Mill, Brits politiek econoom

Jan Pieter Minckelers, Nederlands uitvinder van het gaslicht.
- Napoleon III. Frans keizer
- Friedrich Nietzsche, filosoof
- Robert Owen, Brits filantroop en socialist
- Louis Pasteur, Frans biochemicus en bacterioloog
- Henri Poincaré, Frans wiskundige
- Pierre-Joseph Proudhon, Frans econoom en filosoof
- Adolphe Quetelet, Belgisch astronoom, socioloog en statisticus.
- Bernhard Riemann, Duits wiskundige
- John D. Rockefeller, Amerikaans zakenman, kapitalist en filantroop
- Adolphe Sax, Belgisch / Franse instrumentbouwer
- Arthur Schopenhauer, Duits filosoof
- Franz Schubert, Duits componist
- Robert Schumann, Duits componist
- Nikola Tesla, uitvinder
- Johan Rudolph Thorbecke, Nederlands staatshervormer
- Jules Verne, Franse schrijver
- Koningin Victoria, Brits koningin
- Richard Wagner, Duits componist
- William Wilberforce, effectief bestrijder van de slavernij.
- Émile Zola, Frans schrijver

### Laatste Nederlandse 19e-eeuwers
- Johannes van der Giessen (1899-2008), laatst levende Nederlandse man uit de 19e eeuw, overleden in 2008
- Grietje Jansen-Anker (1897-2009), laatst levende Nederlandse vrouw uit de 19e eeuw, overleden in 2009

<< · 1800-1809 · 1810-1819 · 1820-1829 · 1830-1839 · 1840-1849 · 1850-1859 · 1860-1869 · 1870-1879 · 1880-1889 · 1890-1899 · >>
<< · 11e · 12e · 13e · 14e · 15e · 16e · 17e · 18e · 19e · 20e · >>